# 鮑康如
艾倫·鮑（英語：Ellen Pao，1970年—），漢名鮑康如，美籍华裔律师、企业高管，曾任Reddit的臨時CEO。她曾任Flipboard公司董事和凱鵬華盈的合伙人。

## 生平
1970年出生在美国新泽西，在鲍家三姐妹中排行老二。祖籍河北保定。父亲鲍永平是纽约大学科朗数学研究所教授，母亲是宾夕法尼亚大学的计算机工程师。1987年鲍康如高三时父亲去世。外祖父早年毕业于中华民国陆军军官学校，随后成为国民党的指挥官，1948年随国民党迁到台湾，1960年退休，官衔陆军上校，1972年10月来到美国纽约，与早已来美国的鮑康如的母亲团聚。
2013年，鮑康如加入Reddit。2014年11月，在黃易山辭職後，擔任Reddit臨時執行長。2015年7月10日，鮑康如辞任Reddit临时CEO。
2015年，艾倫·鮑訴凱鵬華盈案性别歧视，法院判決敗訴。9月10日，鮑康如宣布放棄上訴。